# Regiment rajtarski Jerzego Sebastiana Lubomirskiego

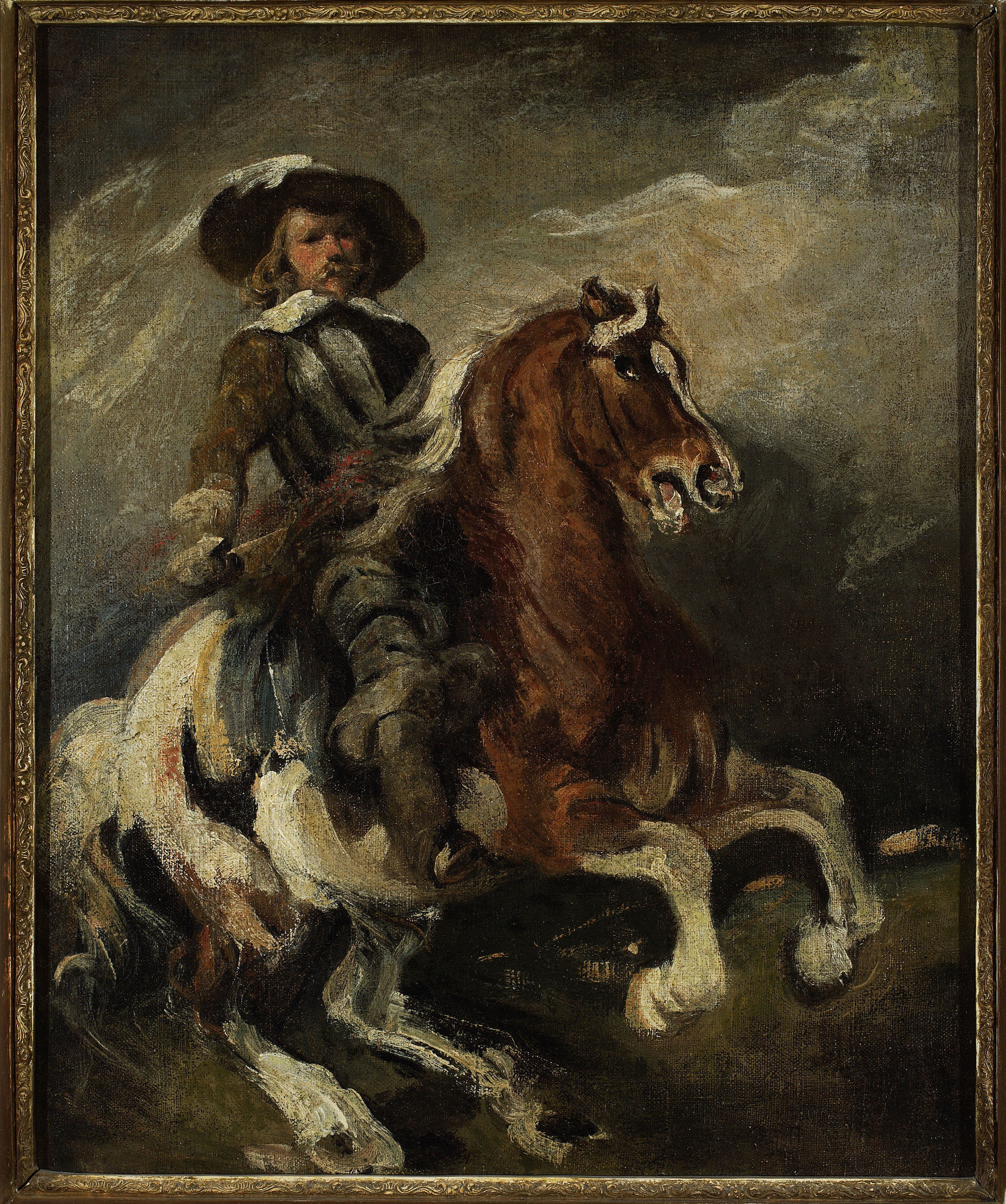
Rajtar (mal. Piotr Michałowski)

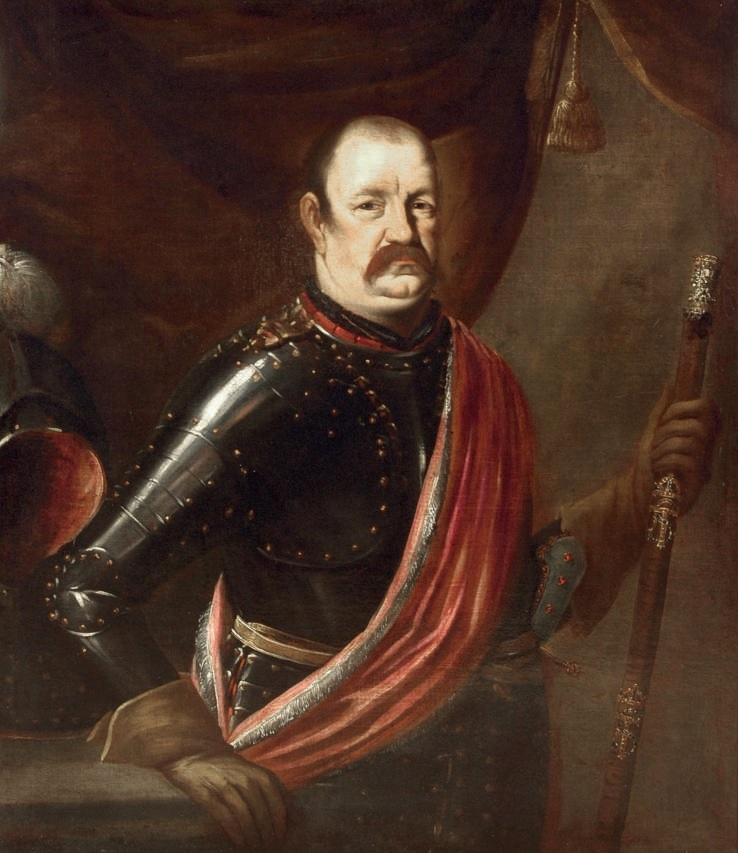
Jerzy Sebastian Lubomirski

Regiment rajtarski Jerzego Sebastiana Lubomirskiego – regiment rajtarii autoramentu cudzoziemskiego, szefostwa Jerzego Sebastiana Lubomirskiego (1659-1661).

## Obsada personalna
- sztab regimentu:
  - oberszter – 18 stawek żołdu (dodatkowo żołd rotmistrza kompanii)
  - oberszterlejtnant – 6 stawek żołdu (dodatkowo żołd rotmistrza kompanii)
  - major - 5 stawek żołdu (dodatkowo żołd rotmistrza kompanii)
  - kwatermistrz regimentu – 4 stawek żołdu
  - audytor – 3 stawek żołdu
  - adiutant – 3 stawek żołdu
  - sekretarz – 3 stawek żołdu
  - kapelan – 3 stawek żołdu
  - felczer – 3 stawek żołdu
  - pauker (dobosz) – 2 stawek żołdu
  - profos – 2 stawek żołdu
  - kołodziej – 2 stawek żołdu
  - kowal – 1 stawek żołdu
- 10 kompanii, w składzie:
  - rotmistrz – 10-12 stawek żołdu
  - porucznik – 6 stawek żołdu
  - kornet (chorąży) – 4 stawek żołdu
  - wachmistrz – 3 stawek żołdu
  - kwatermistrz – 3stawek żołdu
  - 3 kaprali – 2 stawek żołdu każdy
  - podchorąży – 2 stawek żołdu
  - cyrulik – 1 stawek żołdu
  - trębacz – 1 stawek żołdu
  - pisarz – 2 stawek żołdu
  - kowal - 1 stawek żołdu
  - 3 kapralstwa, każde liczyło 3-4 roty po 6 szeregowców na 1 rotę